# Mount Lidgbird
Mount Lidgbird är ett berg i Australien. Det ligger i delstaten New South Wales, i den sydöstra delen av landet, omkring 780 kilometer öster om delstatshuvudstaden Sydney. Toppen på Mount Lidgbird är 777 meter över havet, eller 432 meter över den omgivande terrängen. Bredden vid basen är 1,7 km. Mount Lidgbird ligger på ön Lord Howeön.
Trakten är glest befolkad.